# 无懈可击之美女如云
《无懈可击之美女如云》是一部2010年首播的中国大陆商战题材都市职业剧，由江苏省广播电视总台、江苏幸福蓝海传媒有限责任公司和北京世纪博英影视策划有限公司联合出品，香港知名导演蒋家骏执导，并由何润东、赵柯、田亮、董璇、戚薇等领衔主演，以三个都市女孩的职场生活为主线，讲述了职场美女之间的商战斗争，以及围绕在她们身边发生的爱情故事。
本剧于2009年12月29日在江苏南京正式开机，至次年3月31日转场海南三亚取景拍摄，4月2日杀青关机。2010年8月1日，本剧在江苏、安徽、天津、重庆四家卫视黄金档全国首播（不过重庆卫视在8月9日便由于不明原因将该剧停播）。
该剧的姐妹篇为2011年电视剧《无懈可击之高手如林》和2012年电视剧《无懈可击之蓝色梦想》，三剧合称“无懈可击三部曲系列”。

## 演员表
| 演員   | 角色           | 關係／暱稱     |
| 何润东 | 卓原(Yuan)     | 清潔工         |
| 赵柯   | 吕笑笑(Cherry) | 執行創意總監   |
| 田亮   | 石堅(Kevin)    | 客戶經理       |
| 董璇   | 馬嘉丽(Kelly)  | 創意總監       |
| 戚薇   | 尤小柔(Sharon) | 創意總監       |
| 连凯   | 林沐风         | 攝影師         |
| 郑希怡 | 朱丽叶(Juliet) | 前執行創意總監 |
| 阚清子 | 冉冉(Rae)      | 流程總監       |
| 叶相明 | 黄凯           | 公關公司總經理 |
| 安雅萍 | 安若惠(Vivian) | 創意總監       |
| 那比尔 | 弗兰克         |                |
| 胡兵   | 何老师         |                |
| 佟丽娅 | 姚辉(Sabrina)  |                |
| 徐熙娣 | 廣告代言明星   | 未演出         |

## 電視劇歌曲
| 曲序 | 曲目                     |      | 作曲       | 演唱         |
| ---- | ------------------------ | ---- | ---------- | ------------ |
| 1.   | 《無懈可擊》（片頭曲）   | 崔恕 | 吳浩康     | 顧峰         |
| 2.   | 《外灘十八號》（片尾曲） | 秦天 | 秦天、呂雯 | 袁成傑、戚薇 |

## 制作公司
- 江苏幸福蓝海传媒有限责任公司
- 北京世纪博英影视策划有限公司

联合出品 　　
- 江苏省广播电视总台
- 辽宁广播电视台
- 深圳广播电影电视集团
- 福建省广播影视集团
- 安徽电视台
- 天使卫星传媒有限公司
- 四川广播电视台
- 湖北省广播电视总台